# Matina (tổng)
Matina là một tổng trong tỉnh Limón, Costa Rica. Tổng này có diện tích 772,64 km², dân số năm 2008 là 39961 người..